# Langdon Winner
Langdon Winner (San Luis Obispo, 7 d'agost de 1944) és un politòleg i professor universitari estatunidenc. És conegut pels seus articles i llibres sobre la ciència, la tecnologia i la societat. Va graduar en ciències polítiques el 1966 a la Universitat de Califòrnia, on també va obtenir un Màster el 1967 i un Doctorat el 1973, de la mateixa disciplina.
Actualment, és el catedràtic "Thomas Phelan" d'Humanitats i Ciències Socials al Departament d'Estudis Científics i Tecnològics a la Institut Politècnic Rensselaer, Troy, Nova York. És molt actiu en la política local i nacional, centrant-se en la justícia social, la tecnologia sostenible i l'antimilitarisme.
Per a Winner, les Ttecnologies són carregades políticament i les decisions preses sobre aquestes poden afectar la distribució del poder, l'autoritat i els privilegis d'alguns dins d'una mateixa comunitat. Així, doncs, l'elecció d'adoptar una tecnologia o una altra, o les innovacions i modificacions tecnològiques sobre les ja existents, generen profunds canvis amb efectes deliberadament dissenyats.
Viu a Nova York. Està casat amb Gail P. Stuart, amb qui ha tingut tres fills. Els seus interessos inclouen la ciència, la tecnologia, la cultura popular nord-americana, i les teories de la sostenibilitat.

## Biografia
És un teòric de la política que se centra en els problemes socials i polítics que envolten el canvi tecnològic modern. Va néixer i créixer a San Luis Obispo, Califòrnia. Va rebre el Grau, Màster i Doctorat en Ciències Polítiques de la Universitat de Califòrnia. És professor i catedràtic de Ciències Polítiques al Departament d'Estudis Científics i Tecnològics a la Institut Politècnic Rensselaer a Troy, Nova York, on també s'exerceix com codirector del Centre de Disseny Cultural.
És l'autor dels llibres Tecnologia autònoma (Tecnologia y societat), La Balena i el Reactor: Una Cerca dels Límits en una Era d'Alta Tecnologia, i editor de Democràcia en una Societat Tecnològica. Ha publicat dotzenes d'articles en diaris i revistes, com també capítols de llibres i diverses crítiques. Les seves opinions en qüestions socials, polítiques i ambientals apareixen regularment en Tech Knowledge Revue, publicat en la revista en línia "NetFuture".
Ha estat professor a la Nova Escola de Recerca Social, la Universitat de l'Atlàntic, la Universitat de Califòrnia de Santa Cruz, la Universitat de Leiden dels Països Baixos, la MIT i ha donat conferències arreu els Estats Units i Europa. A principis de la dècada dels noranta va ser investigador al Centre de Tecnologia i Cultura de la Universitat d'Oslo, Noruega. Recentment va ser el professor visitant “Hixon-Riggs” de Ciència, Tecnologia i Societat al Harvey Mudd College de Claremont, Califòrnia, i professor visitant “John D. MacArthur” d'Estudis Universitaris a la Universitat Colgate. També és professor visitant d'Informàtica i Societat a la Universitat Pontifícia de Salamanca a Madrid i professor visitant del Departament de Filosofia de la Tecnologia a la Universitat del Nord-Est a Shenyang, Xina.
Ha estat crític de música rock. Va ser editor de la revista Rolling Stone a les acaballes dels anys seixanta i principis dels setantas, i va contribuir en la publicació d'articles sobre el Rock and Roll a The New Grove Dictionary of Music and Musicians i The Encylopædia Britannica.
En l'actualitat investiga i escriu un llibre sobre la política de disseny en el context de l'enginyeria, l'arquitectura i la teoria política, i treballa en un altre que es tractarà les tecnologies sostenibles. A més s'està ajuntant una col·lecció dels seus assajos sobre la tecnologia i l'experiència humana per a una sola publicació.

## Ciència, Tecnologia i Societat: Conceptes destacables
Ha fet nombroses aportacions als estudis socials sobre les relacions entre la ciència, la tecnologia i la societat contemporània, la sociologia del coneixement i la filosofia de la tecnologia. Els conceptes més destacats de les seves obres són la idea que s'atribueixen propietats polítiques als artefactes tecnològics, l'autonomia de la tecnologia i el somnambulisme tecnològic.

### Tenen política els artefactes?
El determinisme tecnològic tradicional associa la tecnologia a la neutralitat, ja que considera que un artefacte tècnic - un pont, una casa, un cotxe, un ordinador - és un conjunt d'elements materials aplegats segons una certa estructura en vista a complir una determinada funció. Segons aquest corrent, molt seguit durant el segle xx, el desenvolupament de la tècnica evoluciona com a resultat de la seva dinàmica interna i, en cap cas, no està influïda per la societat. És a dir, que el progrés tècnic és independent de les pressions socials.
S'allunya d'aquest plantejament tot afirmant que allò que anomenem "tecnologies" són, en realitat, maneres d'ordenar el nostre món. És a dir, moltes invencions que formen part de la nostra vida quotidiana comporten la possibilitat d'ordenar l'activitat humana de diverses maneres. Conscientement o no, deliberadament o inadvertida, les societats trien estructures per a les tecnologies que influeixen sobre com van a treballar les persones, com es comuniquen i com consumeixen al llarg de la seva vida. En els processos mitjançant els quals es prenen les decisions sobre aquestes estructures, les persones acaben distribuint-se en diferents llindars de poder i de coneixement.
Una il·lustració ja clàssica que utilitza per a fonamentar aquesta tesi són els gairebé dos-cents passos elevats de Long Island construïts per l'arquitecte Robert Moses a fi d'obtenir un determinat efecte social. En aquest cas, es tractava de fer impossible la presència d'autobusos a les avingudes de Long Island, la qual cosa implicava reservar-ne l'ús dels parcs i de les platges als blancs de les classes benestants, tot excloent-ne els negres, usuaris del transport públic. Els autobusos de quatre metres d'alçada no podien passar per uns ponts tan baixos - d'una altura inferior a tres metres -, fet que dificultava l'accés de les minories racials i dels grups de baixos ingressos al mar i a les zones verdes de la costa. La discriminació racial i el prejudici social de Moses es fan encara més palesos si es té en compte que ell va vetar l'extensió del ferrocarril de Long Island cap a Jones Beach.
Per a Winner, la tecnologia pot posseir propietats polítiques mitjançant dues formes distintes. En primer lloc, quan el disseny, creació i aplicació d'un sistema tècnic és dur a terme per a assolir un objectiu concret dins d'una comunitat. Són els anomenats plans tècnics que actuen com formes d'ordre. Aquesta forma de manipular i controlar les persones sovint es troba a través de l'arquitectura, la construcció de les obres públiques i el mobiliari urbà. L'excel·lent exemple dels passos elevats de Long Island no només és prou clar, sinó que també explica l'abast del poder polític mitjançant l'ús dels artefactes com a eines promotores de la desigualtat. Com molt bé diu l'autor, “las tecnologías pueden ser utilizadas de manera que faciliten el poder, la autoridad y los privilegios de unos sobre otros.”
En aquest tipus d'artefactes, carregats de propietats polítiques, es veu una clara premeditació pel que fa al seu disseny i implantació. A diferència del que es podia pensar, no sempre s'introdueixen les noves tecnologies per motius de millora, sinó per l'obtenció del domini sobre altres. Tanmateix, també pot haver-hi artefactes que acaben perjudicant una minoria de la societat sense que hagin estat dissenyats amb aquest fi. Un exemple podrien ser els edificis amb escales i sense rampes. No és que els dissenyadors de les escales volien marginar les persones amb moviment reduïda, però aquests artefactes adquireixen propietats polítiques perquè faciliten el poder i els privilegis a la gent sense problemes de mobilitat.
El segon grup d'artefactes que poden posseir propietats polítiques són, segon Winner, les tecnologies inherentment polítiques. Són artefactes més complexos, ja que es tracta dels sistemes tecnològics que o bé necessiten o bé són molt “compatibles con ciertos tipos de relaciones sociales.” Referim a tecnologia a gran escala que per si mateixos són carregades políticament i impliquen certes condicions socials. La versió forta d'aquesta teoria defensa que l'artefacte requereix totalment tant la creació com el manteniment de condicions socials i polítiques particulars per tal de fer-lo funcionar. D'altra banda, la versió dèbil sosté que la tecnologia és simplement compatible amb aquests elements, però en cap cas els requereix per a existir.
En tot cas, alguns tipus d'artefactes s'estructuren d'una manera molt determinada a causa de les decisions sobre aquests, cosa que acaba afectant les associacions humanes. Si prenem com a exemple el cotxe, un artefacte molt comú, però prou complex. Des del disseny d'un nou model fins a la venda al consumidor aquest artefacte ha hagut de passar per molts sistemes i subsistemes tecnològics. La complexitat d'un repte semblant ha fet que es creés un seguit de departaments centralitzats (disseny, fabricació, màrqueting, administració, direcció, etc.), cadascú amb la seva pròpia jerarquia i manera de funcionar. El desenvolupament de la tecnologia demanava la creació d'aquestes organitzacions socials i els rols de poder i autoritat.
D'acord amb la tesi de l'autor, “los sistemas tecnológicos más sofisticados son […] altamente compatibles con un control de la gestión jerárquico y centralizado.” A més, la manera de ser de l'estructures socials construïdes al voltant de l'artefacte s'acaben imposant per sobre de les altres possibilitats, fins i tot quan aquestes tinguin característiques de caràcter moral que puguin qüestionar la seva existència. De fet, els patrons d'autoritat en aquests casos es converteixen en el model a seguir en les altres relacions polítiques i econòmiques, mentre “las razones morales distintas de las prácticas tiendan a parecer obsoletas, "idealistas" e irrelevantes.”
En definitiva, la creació, disseny i ús dels artefactes tecnològics són les materialitzacions de les formes de poder en un determinat context. Els seus usos pràctics i concrets, per contra, es presenten com a instruments útils i eficaços per a determinades tasques i apareixen, d'aquesta manera, com a artefactes totalment neutrals.

### Tecnologia autònoma
La tecnologia autònoma, concepte al qual es va dedicar un llibre sencer, és un dels conceptes més treballats per ell. Seguint l'obra de Jacques Ellul, defineix la tecnologia com quelcom que escapa del control humà i, per tant, posa en qüestió la concepció de racionalitat tècnica.
La seva teoria, emmarcada en la filosofia política de la tecnologia, s'aborda des de la perspectiva d'una societat moderna amb un cert grau de desenvolupament cientificotècnic, en la qual "certes tecnologies ja no poden ser interpretades adequadament dins del marc conceptual que les precomprèn com a mers instruments heterònoms." És a dir, la tecnologia no té un caràcter neutral ni es regeix únicament per l'assoliment per part de l'home de veritats científiques, ni és tampoc la solució pragmàtica i racional a problemes humans. Més aviat al contrari, ja que algunes tecnologies es troben fora del control tant de l'individu com dels grups socials i són capaces de generar imprevistos.
És precisament per aquestes característiques que parla d'autonomia. "Autonomia entesa com un concepte político-moral vinculat a les idees modernes de llibertat i control. Ser autònom vol dir autogovernar-se." La tecnologia és autònoma perquè tot i que neix instrumentalitzada amb l'objectiu humà ja clàssic de dominar la natura, ha escapat del control de l'individu. "La pèrdua de control es manifesta en una minva de la nostra habilitat de conèixer, jutjar o controlar els nostres mitjans tècnics." Si no som capaços d'entendre l'instrument tampoc serem capaços de manipular-lo i molt menys controlar-lo. Aquest desconeixement s'esdevindrà una "adaptació dels fins humans als mitjans disponibles," de manera que la societat s'acabarà adaptant en una conformació tecnològica que determinarà la seva existència, la seva manera de viure i conviure. És per aquest motiu que apareixeran noves relacions socials i polítiques que s'adaptin millor al context tecnològic.
La teoria de Winner és aplicable a un context molt acotat: el del desenvolupament de la societat occidental a partir de la revolució industrial i durant el segle xx. No es tracta d'una teoria que procuri dilucidar el comportament històric de la tecnologia mateixa, sinó que arriba al concepte de tecnologia política i tecnologia autònoma fent un retrat instantani. No es tracta, doncs, d'una concepció de la tecnologia com a ens incontrolat, sinó que més aviat adverteix les implicacions morals que pot tenir la implantació de certes tecnologies fora de l'abast i el control de la societat.

### Somnambulisme Tecnològic
Segons ell, el somnambulisme tecnològic es produeix principalment per la idea de progrés en el pensament social, i en conseqüència, per la manca de consciència i reflexió envers la transformació de les condicions humanes que suposa el constant desenvolupament tecnològic. La nostra relació amb els artefactes tecnològics és prou òbvia, considerant-los només com a simples mitjans per a l'activitat humana; poques vegades, discutim o jutgem els nous canvis tecnològics amb plena consciència del que signifiquen. Això provoca que el significat de la tecnologia no vagi més enllà de la interpretació estrictament funcional, i alhora, que la considerem totalment neutre pel que fa a la seva posició moral.
D'aquesta manera, el somnambulisme tecnològic cega el que realment significa la tecnologia per a les nostres societats actualment: unes forces molt poderoses que actuen per modificar la nostra activitat i significat. Un exemple molt clarificador d'aquest concepte que exposa en el seu llibre La balena i el reactor és l'automòbil. Saber com l'aparició de l'automòbil ha modificat la nostra societat no és conèixer només l'ús i les regles de trànsit o la política del transport urbà, sinó també és conèixer com ha modificat els hàbits, les relacions socials i les idees de l'espai i el temps.
A causa de les complexes modificacions socials que provoquen les innovacions tecnològiques, i gràcies al somnambulisme tecnològic que pateix la societat, se necessita una interpretació més profunda que la que podem obtenir dels mètodes d'avaluació tecnològics clàssics els quals són insuficients perquè parteixen de la premissa causa i efecte. Precisament, és per això que els seus estudis han suposat una important contribució tant per al desenvolupament dels estudis socials de la tecnologia com per l'avanç de la filosofia de la tecnologia.

## Obres (selecció)

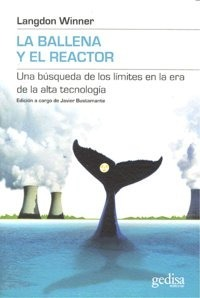
La Ballena y el Reactor

### Llibres
- Tecnología autónoma (Tecnología y sociedad) (1977), Barcelona: Gustavo Gili, 1979 [en castellà]. ISBN 978-84-2520-919-2.
- La Ballena y el Reactor: Una Búsqueda de los Límites en la Era de la Alta Tecnología (1986), Elizabeth B.Casals (trad.), Barcelona: Gedisa, 2008 [en castellà]. ISBN 978-84-7432-280-4.
- Technology and Democracy (editor), Dordrecht i Boston: Reidel/Kluwer, 1992 [en anglès].
- Technology and Democracy: Technology in the Public Sphere (coeditor amb Andrew Feenberg i Torben Hviid Nielsen), Oslo: Center for Technology and Culture, 1997 [en anglès].

### Articles
- ¿Tienen política los artefactos?, Mario Francisco Villa (trad.), “Do Artifacts Have Politics?" (1983) en: D.Mackenzie et al. (eds.), "The Social Shaping of Thecnology", Philadelphia: Open University Press, 1985 [en castellà]. Article en línia: http://www.oei.es/salactsi/winner.htm
- Upon Opening the Black Box and Finding it Empty: Social Constructivism and the Philosophy of Technology, "Science, Technology & Human Values", 1993, vòl. 18, núm. 3, pàg. 362-378 [en anglès]. Article en línia: http://www.nyu.edu/projects/nissenbaum/papers/openingblackbox.pdf
- Los Mitos Ciberlibertarios y sus Prospectos para la Comunidad, 1997, 2000 [en castellà]. Article en línia: http://docplayer.es/3248599-Los-mitos-ciberlibertarios-y-sus-prospectos-para-la-comunidad.html
- Dos visiones de la civilización tecnológica, Marta Domínguez (trad.), "Ciencia, tecnología, sociedad y cultura en el cambio de siglo", 2001, pàg. 55-65, Madrid: Biblioteca Nueva/OEI [en castellà]. Article en línia: http://www.asesoriasdosmil.com/espdoc/CTS/Dos%20visiones%20-%20Winner.pdf%5BEnllaç+no+actiu%5D
- Are Humans obsolete?, "Hedgehog Review", 2003, vòl 3, núm. 3 [en anglès]. Article en línia: http://homepages.rpi.edu/~winner/AreHumansObsolete.html Arxivat 2016-05-01 a Wayback Machine.